# Sankt Martin im Sulmtal
Sankt Martin im Sulmtal è un comune austriaco di 3 052 abitanti nel distretto di Deutschlandsberg, in Stiria. Il 1º gennaio 2015 ha inglobato il precedente comune di Sulmeck-Greith.